# Albano (nome)
Albano  è un nome proprio di persona italiano maschile.

## Varianti
- Maschili
  - Alterati: Albanino
  - Ipocoristici: Alpa[2], Alpinolo[2]
- Femminili: Albana

### Varianti in altre lingue
- Albanese: Alban[1]
- Francese: Alban[1]
- Inglese: Alban[1]
- Latino: Albanus[1]
- Tedesco: Alban[1]

## Origine e diffusione
Deriva dal soprannome latino Albanus, che indicava la provenienza da una delle numerose città chiamate Alba (Alba Longa, Alba Fucentia, Alba Pompeia e via dicendo). In alcuni casi viene ricondotto anche al latino albus, "bianco", da cui derivano invece i nomi Alba e Albino.
In inglese, nella forma Alban, godeva di un uso occasionale nel Medioevo, e venne ripreso nel XVIII secolo, ma è successivamente tornato a rarificarsi. Il nome "Alpinolo", di scarsissima diffusione, è un diminutivo di "Alpa", arcaico ipocoristico di Albano.

## Onomastico
L'onomastico si festeggia solitamente in onore di sant'Albano, primo martire della Britannia, nel III secolo; egli è festeggiato il 22 giugno dalla Chiesa cattolica e il 17 giugno dalla Chiesa anglicana. Si ricordano con questo nome anche, alle date seguenti:
- 21 gennaio, san Bartolomeo Albano Roe, martire a Londra[5]
- 21 giugno, sant'Albano da Magonza, sacerdote, missionario e martire
- 22 settembre, sant'Albano, compagno di san Maurizio, martire della Legione tebea[5]
- 1º dicembre, sant'Albano, re d'Ungheria[5]

## Persone

Albano Meazzini

Albano Nucciotti

- Albano Bizzarri, calciatore argentino
- Albano Canazza, calciatore italiano
- Albano Carrisi, vero nome di Al Bano, cantautore italiano
- Albano Corneli, politico italiano
- Albano da Magonza, vescovo e santo tedesco
- Albano d'Inghilterra, santo romano
- Albano Guaraldi, imprenditore italiano
- Albano Harguindeguy, generale e politico argentino
- Albano Janku, arbitro di calcio albanese
- Albano Luisetto, calciatore italiano
- Albano Meazzini, partigiano e politico italiano
- Albano Negro, ciclista su strada italiano
- Albano Nucciotti, fantino italiano
- Albano Pera, tiratore italiano
- Albano Narciso Pereira, calciatore portoghese
- Albano Sorbelli, storico, bibliografo e bibliotecario italiano
- Albano Vicariotto, calciatore e allenatore di calcio italiano

### Variante Alban
- Alban Berg, compositore austriaco
- Alban Bushi, calciatore albanese

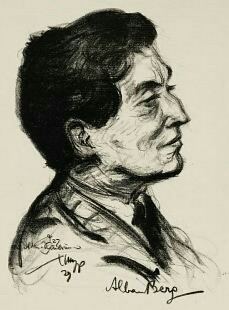
Alban Berg

- Alban Butler, sacerdote, teologo e biografo britannico
- Alban Curteis, ammiraglio britannico
- Alban Hoxha, calciatore albanese
- Alban Kraja, giornalista e scrittore albanese
- Alban Köhler, medico tedesco